# Женска ватерполо репрезентација Француске
Женска ватерполо репрезентација Француске представља Француску у међународним такмичењима у ватерполу за жене. Највеће успехе остварила је крајем осамдесетих и почетком деведесетих година двадесетог века када је два пута освојила бронзану медаљу на Европском првенству.

## Резултати

### Летње олимпијске игре
- 2000. – Није се квалификовала
- 2004. – Није се квалификовала
- 2008. – Није се квалификовала
- 2012. - Није се квалификовала
- 2016. - Није се квалификовала

### Светско првенство
- 1986. – Није се квалификовала
- 1991. – 9. место
- 1994. – 9. место
- 1998. – Није се квалификовала
- 2001. – Није се квалификовала
- 2003. – 15. место
- 2005. – Није се квалификовала
- 2007. – Није се квалификовала
- 2009. – Није се квалификовала
- 2011. – Није се квалификовала
- 2013. – Није се квалификовала
- 2015. – 14. место

### Европско првенство
- 1985. – 7. место
- 1987. –  3. место
- 1989. –  3. место
- 1991. – 4. место
- 1993. – 5. место
- 1995. – 5. место
- 1997. – 8. место
- 1999. – 8. место
- 2001. – 8. место
- 2003. – Није се квалификовала
- 2006. – Није се квалификовала
- 2008. – 8. место
- 2010. – Није се квалификовала
- 2012. – Није се квалификовала
- 2014. – 7. место
- 2016. – 7. место
- 2018. – 7. место
- 2020. – 7. место
- 2022. – 7. место
- 2024. – 6. место